# Tiergartenstraße 4

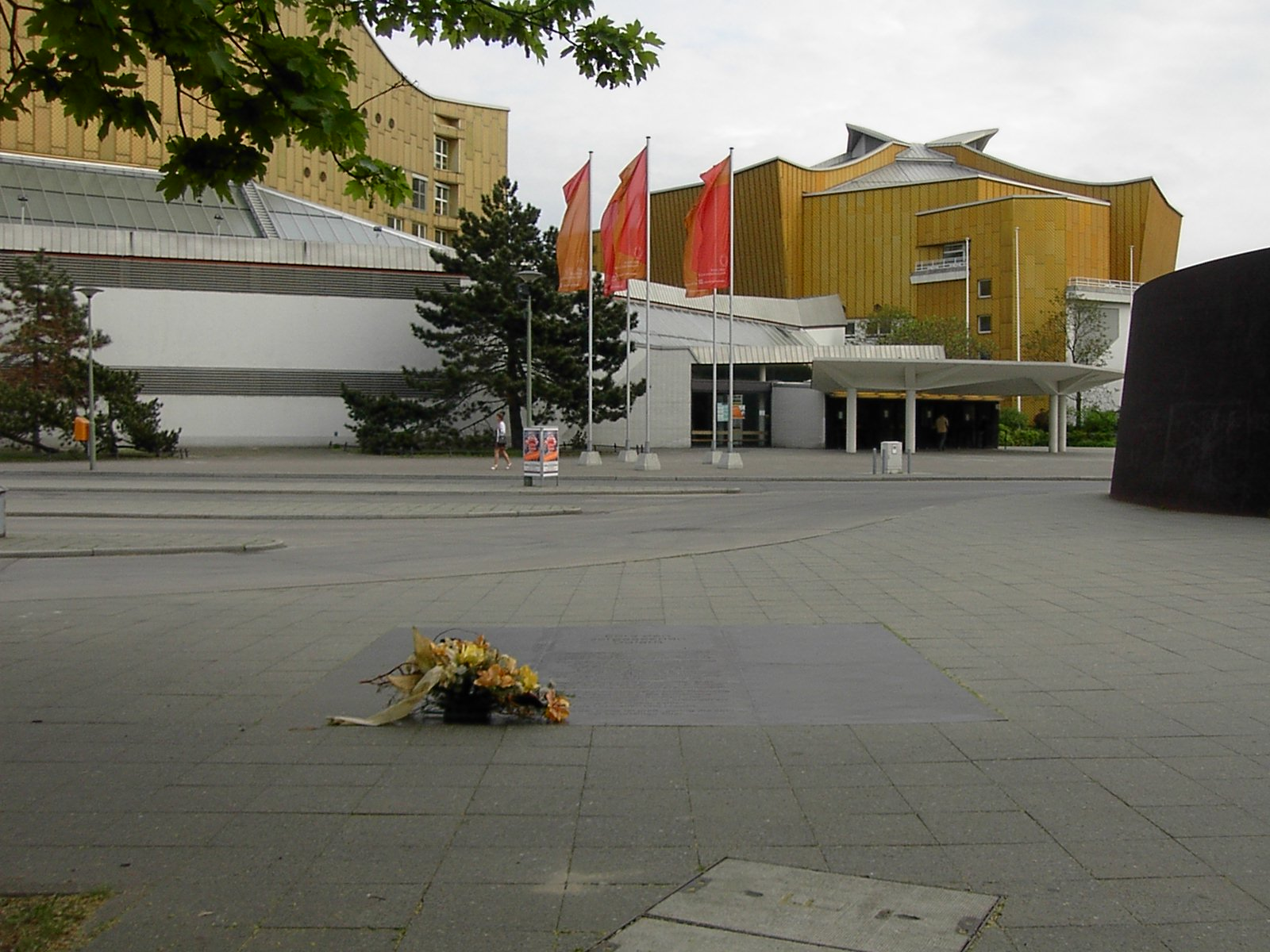
Vorplatz der Berliner Philharmonie, der Ort der Planung und Organisation der „Euthanasie“-Morde

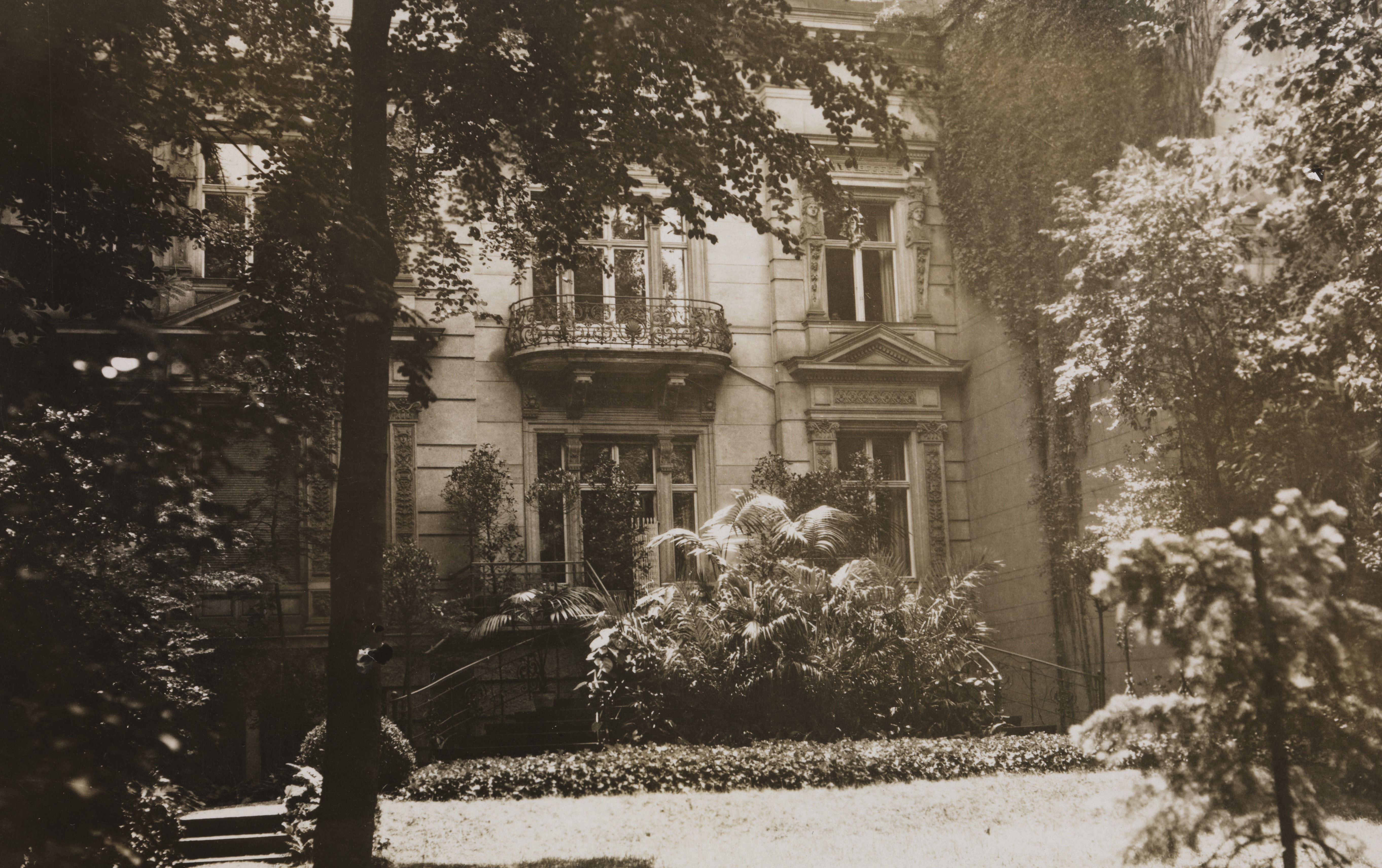
Villa Tiergartenstraße 4 vor 1921

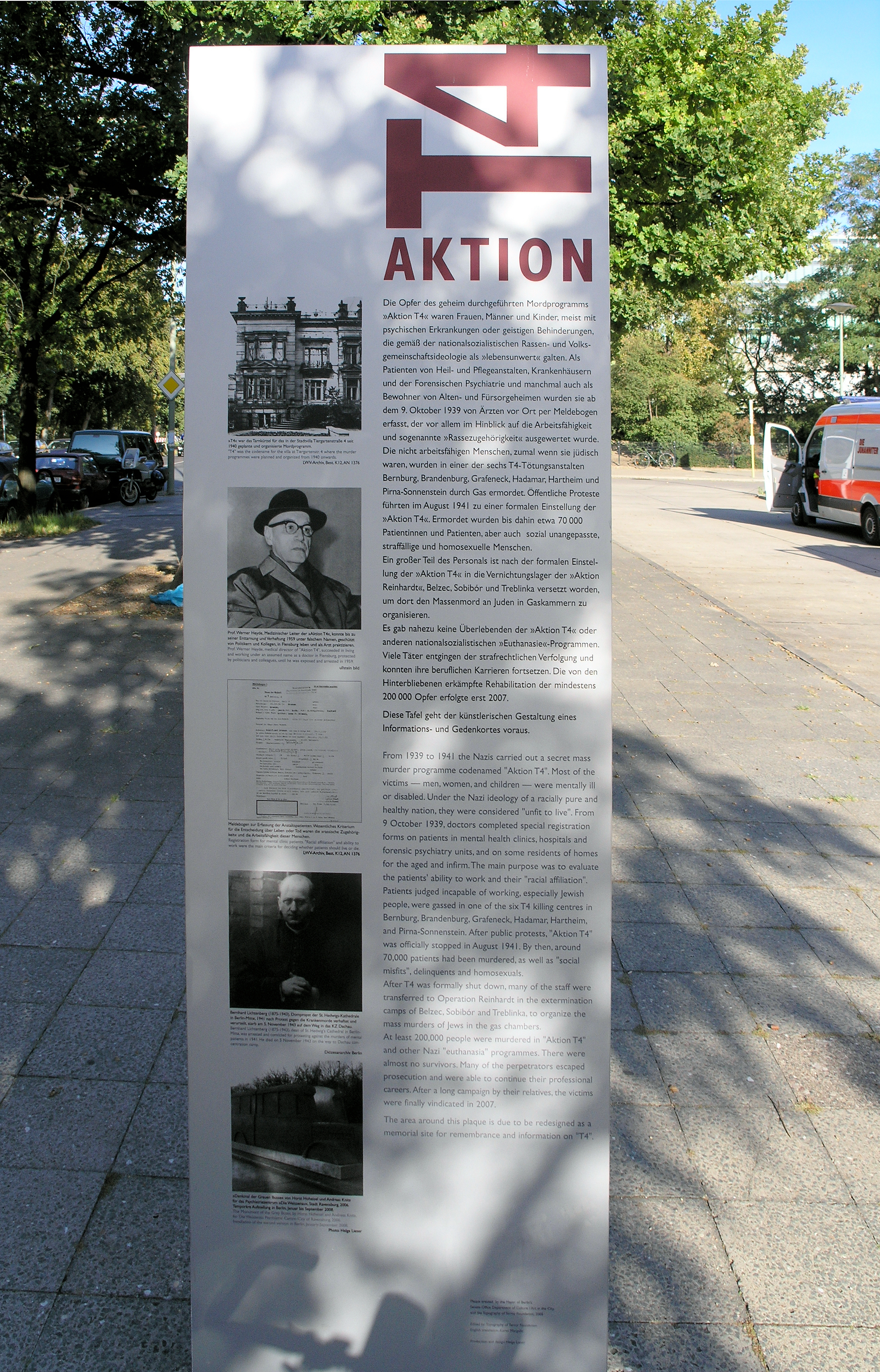
Gedenkstele Aktion T4 an der Tiergartenstraße 4

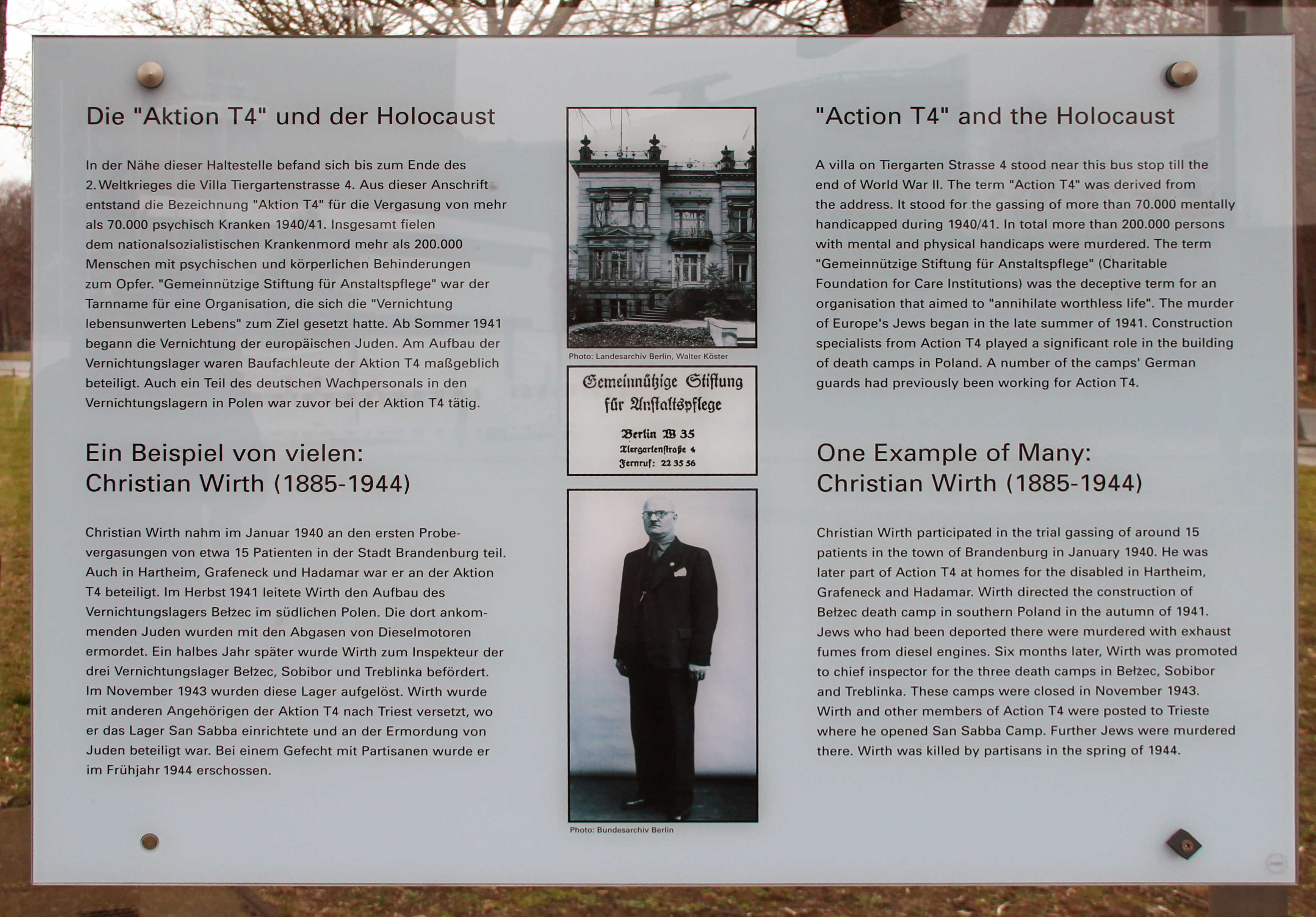
Gedenktafel Herbert-von-Karajan-Straße 1 (mit einem Foto der Villa)

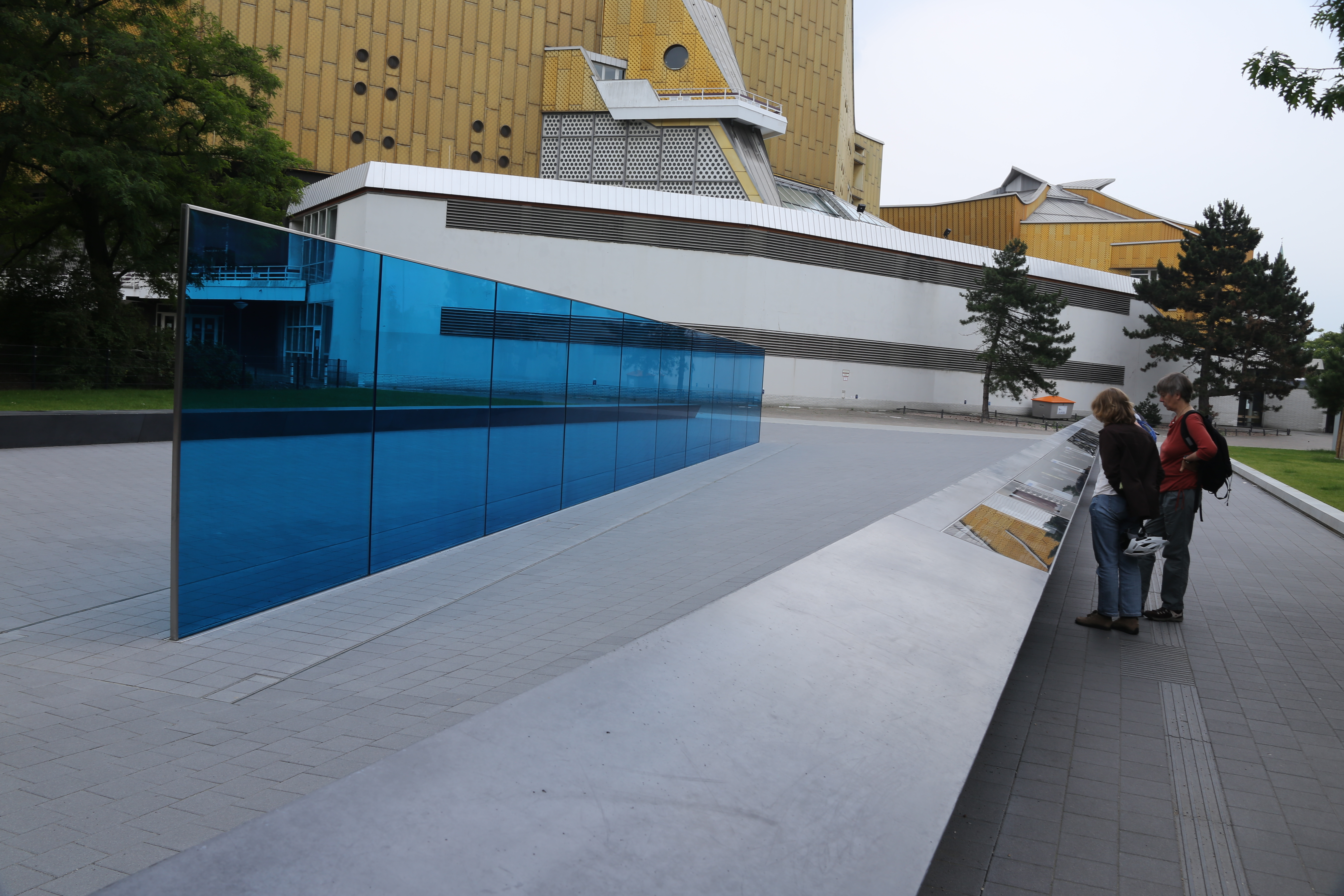
Gedenk- und Informationsort für die Opfer der nationalsozialistischen „Euthanasie“-Morde

Tiergartenstraße 4 (mit dem Tarnkürzel T4) ist eine Adresse an der Tiergartenstraße im Berliner Stadtteil Tiergarten am Südrand des Großen Tiergartens nahe dem Potsdamer Platz in unmittelbarer Nähe der von Hans Scharoun erbauten und 1963 eingeweihten Berliner Philharmonie (Herbert-von-Karajan-Straße 1) und des Musikinstrumentenmuseums (Tiergartenstraße 1).

## Geschichte
Ein Gebäude mit der Adresse Tiergartenstraße 4 existiert heute nicht mehr. Auf dem Grundstück dieser Adresse, seinerzeit eine der feinsten Wohngegenden Berlins, befand sich früher eine spätklassizistische Villa. Das Grundstück wurde ursprünglich von dem Textilindustriellen Georg Liebermann (1844–1926) erworben und das Gebäude ging später in den Besitz von Eva Köbener und Hans Liebermann (1876–1938) über. Das Antiquariat des Berliner Kunsthändlers Paul Graupe (1881–1953) befand sich unter dieser Adresse, ebenfalls das Buch- und Kunstantiquariat Hermann Ball, die gemeinsam Auktionen durchführten. Nach der „Machtergreifung“ der Nationalsozialisten wurde das Gebäude „quasi beschlagnahmt“.
In der Stadtvilla befand sich seit Frühjahr 1940 die Planungs- und Verwaltungsbehörde für die unter dem Tarnnamen Aktion T4 bekannten „Euthanasie“-Morde – die Ermordung kranker und geistig behinderter Menschen. Sowohl die geheime „Zentraldienststelle“ („Gemeinnützige Stiftung für Anstaltspflege“) als auch das Mordprogramm selbst wurden unter dem Kürzel T4 nach dieser Adresse benannt. Das Mordprogramm richtete sich „gegen psychisch Erkrankte, geistig und körperlich Behinderte sowie ,rassisch‘ und sozial Unerwünschte.“ Es wurde darauf hingewiesen, dass viele der an diesen Verbrechen Beteiligten auch beim Massenmord an Juden, Sinti und Roma in den Vernichtungslagern Belzec, Sobibór und Treblinka eingesetzt waren: „Sie blieben dabei Mitarbeiter der ‚T4‘-Zentrale.“
Das Gebäude wurde 1944 im Zweiten Weltkrieg bei alliierten Luftangriffen schwer beschädigt und später in den 1950er Jahren abgerissen.
Im Jahr 1989 wurde eine Gedenkplatte in den Boden eingelassen mit dem folgenden von Götz Aly und Klaus Hartung entworfenen Text:

„Ehre den / vergessenen / Opfern

An dieser Stelle, in der Tiergartenstraße 4, wurde ab 1940 der erste nationalsozialistische Massenmord organisiert, genannt nach dieser Adresse ‚Aktion T4‘.

Von 1939 bis 1945 wurden fast 200.000 wehrlose Menschen umgebracht. Ihr Leben wurde als ‚lebensunwert‘ bezeichnet, ihre Ermordung hieß ‚Euthanasie‘. Sie starben in den Gaskammern von Grafeneck, Brandenburg, Hartheim, Pirna, Bernburg und Hadamar, sie starben durch Exekutionskommandos, durch geplanten Hunger und Gift.

Die Täter waren Wissenschaftler, Ärzte, Pfleger, Angehörige der Justiz, der Polizei, der Gesundheits- und Arbeitsverwaltungen. Die Opfer waren arm, verzweifelt, aufsässig oder hilfsbedürftig. Sie kamen aus psychiatrischen Kliniken und Kinderkrankenhäusern, aus Altenheimen und Fürsorgeanstalten und Lazaretten, aus Lagern.

Die Zahl der Opfer ist groß, gering die Zahl der verurteilten Täter.“

In der Tiergartenstraße befindet sich an diesem Platz heute die Endhaltestelle mehrerer Buslinien.

## Gedenkstätte
Seit dem 2. September 2014 befindet sich auf dem Grundstück (nördlich des Kultur-Forums) ein Gedenk- und Informationsort für die Opfer der nationalsozialistischen „Euthanasie“-Morde.

## Sonstiges
Christoph Klimke schrieb ein 2008 uraufgeführtes Theaterstück Tiergartenstraße 4. Unter dem Titel T 4. Ophelias Garten erschien 2016 ein Drama in zwei Akten von Pietro Floridia.